# Dendronucleatidae
Dendronucleatidae je porodica parazitskih crva bodljikave glave iz razreda Eoacanthocephala, red Neoechinorhynchida. Jedini joj je rod Dendronucleata s vrstama Dendronucleata dogieli (Sokolovskaia, 1962) i Dendronucleata petruschewskii (Sokolovskaia, 1962)
.